# Peder Pedersen
Peder Pedersen (Nørre Nærå, 3 de noviembre de 1945–9 de enero de 2015) fue un deportista danés que compitió en ciclismo en la modalidad de pista, especialista en la prueba de persecución por equipos.
Participó en tres Juegos Olímpicos de Verano, entre los años 1964 y 1972, obteniendo una medalla de oro en México 1968, en la prueba de persecución por equipos (junto con Gunnar Asmussen, Reno Olsen, Mogens Jensen y Per Lyngemark).
Ganó cinco medallas en el Campeonato Mundial de Ciclismo en Pista entre los años 1969 y 1975.

## Medallero internacional
| Juegos Olímpicos   | Juegos Olímpicos          | Juegos Olímpicos  | Juegos Olímpicos         |
| Año                | Lugar                     | Medalla           | Competición              |
| ------------------ | ------------------------- | ----------------- | ------------------------ |
| 1968               | Ciudad de México (México) | Medalla de oro    | Persecución por equipos  |
| Campeonato Mundial |                           |                   |                          |
| Año                | Lugar                     | Medalla           | Competición              |
| 1969               | Brno (Checoslovaquia)     | Medalla de bronce | Velocidad individual (A) |
| 1970               | Leicester (Reino Unido)   | Medalla de plata  | Velocidad individual (A) |
| 1971               | Varese (Italia)           | Medalla de plata  | 1 km contrarreloj (A)    |
| 1974               | Montreal (Canadá)         | Medalla de oro    | Velocidad individual (P) |
| 1975               | Rocourt (Bélgica)         | Medalla de plata  | Velocidad individual (P) |

1. ↑  Compitió en la ronda de clasificación.

## Palmarés
- 1964
  - Campeón de Dinamarca amateur de Velocidad
- 1965
  - Campeón de Dinamarca amateur de Velocidad
- 1968
  - Medalla de oro a la prueba de persecución por equipos de los Juegos Olímpicos de México de 1968, con Por Lyngemark, Gunnar Asmussen, Reno Olsen y Mogens Frey Jensen 
  - Campeón de Dinamarca de persecución por equipos, con Mogens Frey, Por Lyngemark y Reno Olsen
- 1969
  - Campeón de Dinamarca amateur de Velocidad
- 1970
  - Campeón de Dinamarca amateur de Velocidad
- 1971
  - Campeón de Dinamarca amateur de Velocidad 
  - Campeón de Dinamarca amateur en Kilómetro
- 1972
  - Campeón de Dinamarca amateur de Velocidad
- 1973
  - Campeón de Dinamarca amateur de Velocidad 
  - Campeón de Dinamarca amateur en Kilómetro
- 1975
  - Campeón del mundo de velocidad
  - Campeón de Europa de Velocidad
- 1977
  - Campeón de Dinamarca de Velocidad